# Altenkraehkopf
L'Altenkraehkopf est un sommet du massif des Vosges culminant à 1 271 mètres d'altitude, c'est un sommet secondaire du gazon du Faing.

## Géographie
L'Altenkraehkopf est un sommet secondaire du gazon du Faing culminant à 1 271 mètres d'altitude. Il est situé entre le lac Noir et le lac du Forlet.

## Activités
Plusieurs sentiers de randonnée permettent de visiter la montagne, notamment un passant par le sommet.